# Albert Ndele

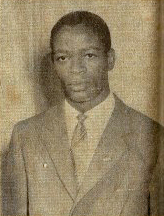
Albert Ndele

Albert Ndele Mbamu (* 15. August 1930 in Boma; † 1. April 2023 in der Region Brüssel-Hauptstadt) war ein kongolesischer Politiker.

## Politische Laufbahn
Ndele studierte an der Katholischen Universität Löwen in Belgien Wirtschaftswissenschaft. 1958 machte er seinen Abschluss.
Nach der Unabhängigkeit des Kongo von Belgien am 30. Juni 1960 war er während der Regierung von Patrice Lumumba im Finanzministerium tätig. In dem nach Lumumbas Sturz und dem ersten Putsch von Joseph-Désirée Mobutu am 20. September 1960 gebildeten Collège des Commissaires, einer provisorischen Regierung, war er Kommissar für Finanzen und zunächst bis zum 3. Oktober 1960 Vorsitzender, danach stellvertretender Vorsitzender. Am 9. Februar 1961 wurde wieder eine reguläre Regierung gebildet. Er wurde der Binza-Gruppe zugerechnet, die in Opposition zu Lumumba stand. Prominente Vertreter waren Präsident Joseph Kasavubu und der spätere Premierminister Cyrille Adoula. Beim Sturz Lumumbas soll auch Ndele hinter den Kulissen eine Rolle gespielt haben.
1961 wurde er Gouverneur der Zentralbank (Banque Centrale du Congo) und blieb bis 1970 im Amt. Nach einer kurzen Karriere als Minister unter dem seit 1965 autoritär regierenden Präsidenten Mobutu Sese Seko vom September 1970 bis zu seiner Entlassung am 12. November 1970 verließ er das Land. In der Folgezeit war er bei der Weltbank beschäftigt.
Seit dem Sturz Mobutus 1997 gehört Ndele zur Opposition gegen die Präsidenten Laurent-Désiré Kabila und Joseph Kabila.